# Edshults borg
Edshults borg är en borgruin strax sydöst om Eksjö intill Edshults gamla kyrka i Edshults socken i Eksjö kommun i Småland (Jönköpings län).
Ruinen består av en kvadratisk kulle, 25x30 meter knappt två meter hög och omgiven av vallgravar, på vilket ett kvadratiskt stenhus, antagligen ett torn med 1,5 meter tjocka murar varit uppfört. Edshult var sätesgård för frälsemän under 1300- och 1400-talen. En arkeologisk undersökning 1988-89 visar att tornbyggnaden förstörts av brand någon gång efter 1420-talet. Bland fynden märktes fönsterglas, en skärva stengods, en armborstpilspets och två mynt från 1420-talet. Strax norr om borgkullen finns flera ruiner som troligen är lämningar efter ekonomibyggnader tillhöriga borgen.